# ジャパン・スーパースポーツ・セダンレース
ジャパン・スーパースポーツ・セダンレース（JSS）は、1982年に国際自動車連盟（FIA）の車両規定区分が改められたことで、1979年から日本国内で行われていたグループ5規定による「スーパーシルエットレース」を引き継ぐ形で1984年より開催されていたレースである。

## 概要
富士スピードウェイで行われていた富士グランチャンピオンレース (GC) のサポートレースという面もあって他のサーキットではほとんど開催されず、実質的に富士でのみ行われていたローカルレースであった。しかしグループ5を髣髴とさせる派手な外装が一定のファンを呼び人気があったカテゴリーでもある。
大まかな規定としては、グループA同様市販車をベースにはしているものの、改造範囲はグループAよりも格段に広く、巨大なオーバーフェンダーやウィングを始めとしたエアロパーツを装備し、エンジンの仕様も当時では少数派となっていたいわゆるフルチューン仕様で、若干の吸気制限があったが、市販の仕様を生かしているならば何でもありと言える様相でDOHCエンジンの最大排気量は3,500ccまで、SOHCは4,000ccまで、ロータリーエンジンはレシプロ換算で3,000ccまで（12Aのみペリフェラルポート仕様が許された）となっていた。
日産・スカイラインのような人気車種に加え、当時のグループA規定により全日本ツーリングカー選手権 (JTC) に参戦できなかったFC3S型サバンナ・RX-7がメインであった一方で、およそレースのイメージとは程遠い車種（MZ11型初代ソアラ）なども出場していて、バラエティに富んだ参戦車両も話題を呼んだ。
また、型遅れとなったグループA車両をJSS規定に沿ってモディファイされた車両も参戦しており、中でも元グループA仕様のR31型スカイラインGTS-RとFC3S型RX-7の対決は、ハコスカとサバンナRX-3の戦い以来の直接対決となり盛り上がった。
1993年にJTCが終了し、翌年から4ドアセダンボディのニューツーリングカーによる全日本ツーリングカー選手権 (JTCC) が始まるのに伴い、グループA車両（特にR32型GT-R）再活用の策もあって企画された全日本GT選手権 (JGTC) に編入される形となり、まず1993年はJGTCとの同時開催で開かれ、翌1994年にJGTCが本格的なスタートを切ると、暫くの移行期間を経てJSSは発展的解消という形で消滅した。JGTCの初期においてGT2（後のGT300）クラスのエントリー車両の多くがJSSにルーツを持つスカイラインやRX-7だったのは、このためである。
土屋圭市､近藤真彦､山路慎一､水野文則､都平健二､砂子智彦､岡田秀樹､袖山誠一､河合博之といった､のちに全日本GT選手権に出場し､活躍したドライバーたちも参戦していた。

## 主な参戦車両
- 日産・スカイライン（DR30、HR31）
- マツダ・サバンナRX-7（SA22C、FC3S）
- トヨタ・ソアラ（MZ11）
- 日産・シルビア  (S12)